# Stora Svarttjärnen (Karlskoga socken, Värmland)
Stora Svarttjärnen är en sjö i Karlskoga kommun i Värmland och ingår i Göta älvs huvudavrinningsområde. Sjön är 13 meter djup, har en yta på 0,029 kvadratkilometer och befinner sig 206 meter över havet.